# Patinagem no gelo

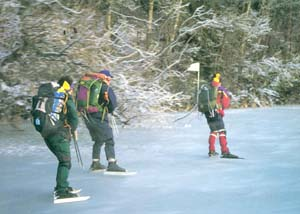
Grupo patina no gelo

Patinagem no gelo (português europeu) ou patinação no gelo (português brasileiro) é o ato de usar patins com lâminas no lugar de rodas para deslizar em superfícies cobertas de gelo. Pode de ser uma atividade recreativa, também é usada em vários esportes de competição. Esse esporte pode ser realizado em lagos e canais congelados ou em pistas preparadas para o efeito. Algumas destas têm congelação artificial para não depender da temperatura do ambiente. Algumas também são parcialmente ou totalmente cobertas. Pessoas que moram no Canada, EUA e outros países com inverno rigoroso como a Suíça e a Alemanha também podem realizar o esporte em lagos ou poças congelados que ficam perto de suas casas, mas não é aconselhável pois a superfície tem de ser grossa.

## Desportos Olímpicos

### Modalidades depatinagemna terminologia daCOI
- Patinagem de velocidade
- Patinagem de velocidade de pista curta
- Patinagem artística

### Jogo praticado com patins
- Hóquei no gelo

## Outros

### Corridas e artística
- Patinagem sincronizada (uma prova pertencente à patinagem artística, anteriormente também conhecida como patinagem de precisão)
- Maratona
- Kortebaan

1. Jogos

- Bandy
- Broomball
- Ringette